# Rudolf Hagelstange
Rudolf Hagelstange (Nordhausen, Turíngia, 1912 — Hanau, Hessen, 1984) va ser un escriptor i periodista alemany. És autor d'assaigs, poesies i narracions. Va traduir L'Atlàntida de Jacint Verdaguer (1962).

## Obres
- Venezianisches Credo (‘Credo venecià’, 1945)
- Merseburger Elegie (‘Elegia de Merseburg’, 1950)
- Lied der Jahre (‘Cant dels anys', 1962)
- Gast der Elemente (‘Hoste dels elements', 1972).